# الجبانة (صعفان)

تعديل مصدري - تعديل

الجبانة هي إحدى قرى عزلة الجرواح بمديرية صعفان التابعة لمحافظة صنعاء، بلغ تعداد سكانها 371 نسمة حسب تعداد اليمن لعام 2004.